# Leichtathletik-Länderkampf der Frauen 1940 Italien – Deutschland
| 1. Leichtathletik-Länderkampf mit deutscher Beteiligung 1940 | 1. Leichtathletik-Länderkampf mit deutscher Beteiligung 1940 |               |
| ------------------------------------------------------------ | ------------------------------------------------------------ | ------------- |
|                                                              |                                                              |               |
| Ländervergleich der Frauen: Italien – Deutschland            |                                                              |               |
| Austragungsort                                               | Parma                                                        |               |
| Wettbewerbe                                                  | 9                                                            |               |
| Datum                                                        | 27. Juli 1940                                                |               |
| 1. GER 2. ITA                                                | 53 Punkte 31 Punkte                                          |               |
| Chronik                                                      |                                                              |               |
| ← letzter LK 1939: 00DEU-BEL (M)                             | GER-ITA (M) →                                                | GER-ITA (M) → |

Der erste Vergleich des Länderkampfjahres 1940 stand in diesem Jahr den Frauen zu. Sie trafen in ihrem einzigen Vergleich der Saison auf Italien. Die zweite Begegnung zwischen den Leichtathletinnen dieser Länder wurde am 27. Juli in der italienischen Stadt Parma ausgetragen. Das erste Aufeinandertreffen im Vorjahr hatten die deutschen Frauen für sich entschieden.

## Wettbewerbe und Modus
Ausgetragen wurde das komplette damalige Programm in der Frauen-Leichtathletik abgesehen vom Mehrkampf. Die Wertung in den Einzeldisziplinen richtete sich umgekehrt an der Platzierung aus, das heißt: Pl. 1: 4 P, Pl. 2: 3 P, …, Pl. 4: 1 P. In der einzigen Staffel gab es für Platz eins drei Punkte und für Platz zwei einen Punkt.

## Ergebnis
Die deutschen Frauen dominierten diesen Vergleich komplett. Alle Disziplinen entschieden sie für sich. Das Ergebnis lautete am Ende 53 zu 31 Punkte für Deutschland.

## Legende
Kurze Übersicht zur Bedeutung der Symbolik – so üblicherweise auch in sonstigen Veröffentlichungen verwendet:
| k. A. | keine Angabe |

## Resultate

### 100 m
| Platz | Athletin         | Land | Zeit (s) |
| ----- | ---------------- | ---- | -------- |
| 1     | Grete Winkels    | GER  | 12,2     |
| 2     | Claudia Testoni  | ITA  | 12,4     |
| 3     | Annemarie Rommel | GER  | 12,4     |
| 4     | Italia Lucchini  | ITA  | 12,5     |

### 200 m
| Platz | Athletin         | Land | Zeit (s) |
| ----- | ---------------- | ---- | -------- |
| 1     | Grete Winkels    | GER  | 25,1     |
| 2     | Therese Kurz     | GER  | 25,2     |
| 3     | Rosetta Cattaneo | ITA  | 25,3     |
| 4     | Evi Ucroiina     | ITA  | 26,5     |

### 80 m Hürden
| Platz | Athletin                | Land | Zeit (s) |
| ----- | ----------------------- | ---- | -------- |
| 1     | Erika Biess             | GER  | 11,4     |
| 2     | Claudia Testoni         | ITA  | 11,4     |
| 3     | Ondina Valla            | ITA  | 11,6     |
| 4     | Siegfriede Prater-Dempe | GER  | 11,6     |

### 4 × 100 m Staffel
| Platz | Besetzung          | Land                                                              | Zeit (s) |
| ----- | ------------------ | ----------------------------------------------------------------- | -------- |
| 1     | Deutsches Reich    | Erika Biess Therese Kurz Annemarie Rommel Siegfriede Prater-Dempe | 48,2     |
| 2     | Königreich Italien | Rosetta Cattaneo Daverio Ondina Valla Claudia Testoni             | 48,4     |

### Hochsprung
| Platz | Athletin           | Land | Höhe (m) |
| ----- | ------------------ | ---- | -------- |
| 1     | Feodora zu Solms   | GER  | 1,60     |
| 2     | Elfriede Kaun      | GER  | 1,57     |
| 3     | Gina Spaggiari     | ITA  | 1,50     |
| 4     | Marcella Sannazari | ITA  | 1,45     |

### Weitsprung
| Platz | Athletin         | Land | Weite (m) |
| ----- | ---------------- | ---- | --------- |
| 1     | Christel Schulz  | GER  | 5,87      |
| 2     | Edeltraut Böck   | GER  | 5,78      |
| 3     | Amelia Piccinini | ITA  | 5,45      |
| 4     | Maria Alfero     | ITA  | 5,24      |

### Kugelstoßen
| Platz | Athletin          | Land | Weite (m) |
| ----- | ----------------- | ---- | --------- |
| 1     | Gisela Mauermayer | GER  | 13,44     |
| 2     | Amelia Piccinini  | ITA  | 11,98     |
| 3     | Giorgina Grossi   | ITA  | 11,85     |
| 4     | Charlotte Künicke | GER  | 11,09     |

### Diskuswurf
| Platz | Athletin          | Land | Weite (m) |
| ----- | ----------------- | ---- | --------- |
| 1     | Gisela Mauermayer | GER  | 45,65     |
| 2     | Charlotte Künicke | GER  | 40,23     |
| 3     | Edera Cordiale    | ITA  | 39,06     |
| 4     | Gabre Gabric      | ITA  | 38,98     |

### Speerwurf
| Platz | Athletin             | Land | Weite (m) |
| ----- | -------------------- | ---- | --------- |
| 1     | Luise Krüger         | GER  | 42,81     |
| 2     | Etta Ballafaen       | ITA  | 40,64     |
| 3     | Anneliese Matthießen | GER  | 40,23     |
| 4     | Ada Turci            | ITA  | 34,10     |